# Nokia 2720 fold
Nokia 2720 fold — стільниковий телефон фірми Nokia, представлений в травні 2009 року і випущений на ринок у вересні 2009 року. Телефон має 1,8-дюймовий екран, 1,3-мегапіксельну камеру, акумулятор на 860 мАг і 9 мегабайт внутрішньої пам'яті. Працює на платформі Series 40. Варіанти кольорів — чорний і червоний. 
2019 року компанія HMD Global під брендом Nokia представила репліку цієї моделі — Nokia 2720 Flip. Ця репліка працює на базі ОС KaiOS, з підтримкою 4G, голосовим помічником Google Асистент і іншими популярними програмами.

## Характеристики
Має розмір 93 x 46×17,9 мм і вагу 90,3 грами. Панелі телефону виготовлені із глянсового пластику чорного або червоного кольору. Торцеві частини пристрою, швидше за все з метою практичності, виготовлені із простого пластику. Нижній торець телефону трохи закруглений, хоч верхній не має жодних закруглень, тому при розкритті розкладачки бічні краї половинок зливаються.
На корпусі мінімальна кількість роз'ємів. На лівій торцевій частині розташований роз'єм для підключення дротової гарнітури, на правому торці роз'єм для підключення зарядного блоку та кнопка, яка виконує функцію регулювання гучності звуку. Кнопки цифрового блоку виконані під метал, а роздільники оформлені у вигляді сріблястих вставок. Навігаційний блок має мінімальну кількість елементів — це клавіші для роботи з викликами, чотирипозиційна навігаційна кнопка з вписаною кнопкою підтвердження вибраної дії та софт-клавіші. При тривалому утриманні # відбувається запуск FM-радіо.
Зовнішній екран є монохромним, символи, що відображаються на ньому, підсвічуються білим кольором. Він може показувати час, оператора мережі, рівень прийому сигналу мережі та рівень заряду акумулятора. Основний екран має роздільну здатність 128х160 пікселів, таку ж як і зовнішній.
Програмна частина телефону заснована на платформі Series 40, проте через невеликий розмір екрану не всі можливості платформи були реалізовані в даній моделі. Наприклад, за умовчанням на робочому столі в режимі очікування відображається не панель з ярликами, а звичайний цифровий годинник і дата. Доступ до програм, що часто використовуються, можна отримати за допомогою меню «Актив», яке запускається натисканням на ліву софт-кнопку.
У телефоні всього 10 мегабайт вбудованої пам'яті, при цьому пристрій не підтримує карти пам'яті. Модуль камери Nokia 2720 fold має роздільну здатність 1,3 мегапікселя. Роздільна здатність відео — 128х96 пікселів. Пристрій має вбудований модуль Bluetooth та підтримує платформу JAVA.
Акумулятор знімний Li-Ion ємністю 860 мАг, може працювати до 432 годин в режимі очікування і 5 годин під час виклику. Що стосується зв'язку, то цей телефон використовує мережу GSM.